# 倫敦德里郡
德里郡 （County Derry；愛爾蘭語：Contae Dhoire），或稱倫敦德里郡 （County Londonderry），是北愛爾蘭阿爾斯特省的一個郡，位於北愛爾蘭西北部。面積2,074 km²，郡治倫敦德里。1973年以後被分為四個區。